# Маланг Сарр
Маланг Сарр (фр. Malang Sarr, нар. 23 січня 1999, Ніцца) — французький футболіст сенегальського походження, захисник клубу «Челсі».

## Клубна кар'єра
Народився 23 січня 1999 року в місті Ніцца. Вихованець футбольної школи клубу «Ніцца». З 2015 року став виступати за резервну команду клубу. Провів за неї 14 зустрічей, дебютував 15 серпня 2015 року в поєдинку проти «Тарб Піріні». 
Перед сезоном 2016/17 поїхав на збори з основною командою. 14 серпня 2016 року дебютував у Лізі 1 поєдинком проти «Ренна», з'явившись на полі в основному складі. Крім того, перший поєдинок у провідному першості був відзначений його результативним ударом. Забивши свій перший професійний гол на 60-ій хвилині дебютного поєдинку, він присвятив його всім жертвам теракту в Ніцці. Відіграв за команду з Ніцци 102 матчі в національному чемпіонаті.
30 червня 2020 року контракт гравця з «Ніццею» завершився і він отримав статус вільного агента. 27 серпня 2020 року уклав п'ятирічну угоду з лондонським «Челсі».

## Виступи за збірні
2014 року дебютував у складі юнацької збірної Франції, взяв участь у 36 іграх на юнацькому рівні, відзначившись одним забитим голом. З командою до 17 років став учасником юнацького чемпіонату Європи 2016 року. Провів на турнірі всі три матчі і разом з командою посів четверте місце в групі і в плей-оф не пробився.
З 2017 року залучався до матчів молодіжної збірної Франції, у її складі поїхав на молодіжний чемпіонат Європи 2019 року в Італії.

## Титули і досягнення
- Володар Суперкубка Португалії: 2020
- Переможець Клубного чемпіонату світу: 2021

## Статистика виступів

### Статистика клубних виступів
Станом на 27 серпня 2020
| Сезон               | Команда             | Чемпіонат           | Чемпіонат | Чемпіонат | Національний кубок | Національний кубок | Національний кубок | Континентальні кубки | Континентальні кубки | Континентальні кубки | Інші змагання | Інші змагання | Інші змагання | Усього | Усього |
| Сезон               | Команда             | Ліга                | Ігор      | Голів     | Ліга               | Ігор               | Голів              | Ліга                 | Ігор                 | Голів                | Ліга          | Ігор          | Голів         | Ігор   | Голів  |
| ------------------- | ------------------- | ------------------- | --------- | --------- | ------------------ | ------------------ | ------------------ | -------------------- | -------------------- | -------------------- | ------------- | ------------- | ------------- | ------ | ------ |
| 2015–16             | «Ніцца Б»           | АЧФ (IV)            | 9         | 0         | -                  | -                  | -                  | -                    | -                    | -                    | -             | -             | -             | 9      | 0      |
| 2016–17             | «Ніцца Б»           | АЧФ (IV)            | 3         | 0         | -                  | -                  | -                  | -                    | -                    | -                    | -             | -             | -             | 3      | 0      |
| 2017–18             | «Ніцца Б»           | АЧФ (IV)            | 1         | 0         | -                  | -                  | -                  | -                    | -                    | -                    | -             | -             | -             | 1      | 0      |
| Усього за «Ніццу Б» | Усього за «Ніццу Б» | Усього за «Ніццу Б» | 13        | 0         |                    | -                  | -                  |                      | -                    | -                    |               | -             | -             | 13     | 0      |
| 2016–17             | «Ніцца»             | Л1                  | 27        | 1         | КФ+КЛ              | 1+0                | 0                  | ЛЄ                   | 4                    | 0                    | -             | -             | -             | 32     | 1      |
| 2017–18             | «Ніцца»             | Л1                  | 21        | 0         | КФ+КЛ              | 1+1                | 0                  | ЛЧ+ЛЄ                | 3+3                  | 0                    | -             | -             | -             | 29     | 0      |
| 2018–19             | «Ніцца»             | Л1                  | 35        | 1         | КФ+КЛ              | 1+2                | 0                  | -                    | -                    | -                    | -             | -             | -             | 38     | 1      |
| 2019–20             | «Ніцца»             | Л1                  | 19        | 1         | КФ+КЛ              | 0+1                | 0                  | -                    | -                    | -                    | -             | -             | -             | 20     | 1      |
| Усього за «Ніццу»   | Усього за «Ніццу»   | Усього за «Ніццу»   | 102       | 3         |                    | 7                  | 0                  |                      | 10                   | 0                    |               | -             | -             | 119    | 3      |
| Усього за кар'єру   | Усього за кар'єру   | Усього за кар'єру   | 115       | 3         |                    | 7                  | 0                  |                      | 10                   | 0                    |               | -             | -             | 122    | 3      |